# 阿拉伯联合酋长国历史
阿拉伯联合酋长国成立于1971年。它是由沿着波斯湾南部和阿曼湾西北部的一系列酋长国组成。在这个联合酋长国之前，这片领土曾经称为停战诸国（特鲁西尔阿曼）。

## 史前
是的，
在阿拉伯联合酋长国的杰贝尔法雅出土了一些原始的手斧以及刮刀和打孔器。

## 乌姆安纳尔文化
乌姆安纳尔文化存在于公元前2600至前2000年。

## 伊斯兰的来临
现今阿拉伯联合酋长国地区的历史可追溯至6世纪，按照波斯史籍的记载，萨桑王朝越过波斯湾征服了该地区。
7世纪，阿拉伯帝国占领了这一地区，并使其皈依伊斯兰教。8世纪，阿曼爆发反哈里发政权的起义，建立了独立政权，现今阿联酋地区成为其一部分。

## 葡萄牙的控制
16世纪，葡萄牙一度侵入该地区，后被阿曼逐出。18世纪，阿曼屡次内乱，阿联酋地区各地方首领自命埃米尔，成为独立的政权。当时，不论是阿拉伯人的商船，还是欧洲的商船，均屡遭该地区各小国的劫掠，因此该地被称为“海盗海岸”。

## 英国的统治
1819年，英国东印度公司派遣舰队摧毁了哈伊马角、沙迦、迪拜等地的海岸要塞，以保障印度至埃及的航线通畅。1820年，各小国被迫与英国签订《波斯湾总和平条约》，同意停止海盗行为。但是，实际上的劫掠行为直到1835年后方才逐渐停息。1853年，各小国最终签署条约，宣布永久休战，此后，该地区被称为“特鲁西尔阿曼”（意为“和平的阿曼”），以与建都马斯喀特的阿曼相区别。
1892年，特鲁西尔阿曼各国同英国签订条约，接受英国的独家保护，不与英国以外的任何国家发生独立的外交往来，归属英国驻印度总督下的波斯湾总代表节制。1948年，英国向该地区派出专门官员，驻沙迦，1953年迁居迪拜。1952年，英国召集当地7个酋长国的埃米尔召开会议，该会议遂成为英国政治代表的咨询机构。
1958年，阿布扎比地区发现石油，1961年，英国在阿布扎比派驻另一名政治代表，次年油田正式开发，石油成为当地经济支柱。

## 扎耶德和联盟
1968年1月，英国宣布撤军，2月，巴林、卡塔尔、阿布扎比、沙迦、迪拜、哈伊马角、阿治曼、富查伊拉、乌姆盖万九国埃米尔在迪拜举行会议，同意建立阿拉伯联合酋长国，后因种种原因，巴林和卡塔尔先后退出。哈伊马角也未同意加入。

## 独立
1971年7月，在迪拜会议上，其余六国制定临时宪法，决定建立阿联酋，以阿布扎比为临时首都。12月2日，阿联酋宣布成立。次年2月，哈伊马角加入阿联酋。1996年，临时宪法被通过为永久宪法，阿布扎比也成为正式首都。
2004年11月2日，阿联酋首任总统、阿布扎比埃米尔扎耶德·本·苏尔坦·阿勒纳哈扬去世。11月3日，其子哈利法·本·扎耶德·阿勒纳哈扬被选为新一任总统。
2005年，总统哈利法宣布，联邦国民议会中的一半议员将通过选举产生，另一半仍通过任命产生。2006年12月16日，开始联邦国民议会的选举投票，这是阿联酋历史上第一次通过选举产生联邦国民议会的部分议员。